# Dang (huyện)
Huyện Dang là một huyện thuộc bang Gujarat, Ấn Độ. Thủ phủ huyện Dang đóng ở Ahwa. Huyện The Dang có diện tích 1764 ki lô mét vuông. Đến thời điểm năm 2001, huyện Dang có dân số 186712 người.